# Монферат
Монферат (на италиански: Monferrato, на пиемонтски: Monfrà) е историческо-географски регион, част от регион Пиемонт в Северна Италия. Граничи със съвременните провинции Алесандрия и Асти.
В неговите граници се разполагали Маркграфство Монферат (967 – 1574) и след това Херцогство Монферат (1574 – 1703), управлявани от фамилията Гонзага.
Регионът има площ от 2500 км² и се разделя на две от река Танаро. Там се намират градовете Казале Монферато, Акви Терме, Асти.